# Política energética de Rusia
La política energética de Rusia se encuentra explicitada en un documento de "Estrategia Energética.          " que establece la política de la nación hasta el año 2020. En el 2000, el gobierno ruso aprobó las disposiciones básicas de dicha estrategia que confirmó en el 2003. El documento esboza varias prioridades: aumento de la eficiencia energética, reducción del impacto sobre el medio ambiente, desarrollo sostenible, desarrollo energético y tecnológico y mejoras de la eficacia y la competitividad del sector.
Rusia, una de las grandes potencias energéticas del mundo, es rica en recursos energéticos naturales. Tiene la mayor reserva de gas natural conocida, al mismo tiempo que es la segunda nación en reservas de carbón, y la octava en reservas de petróleo. Es el cuarto productor mundial de electricidad después de los Estados Unidos, China y Japón. Exporta el 70% del petróleo producido, lo que lo convierte en el principal exportador mundial de energía neta, así como el mayor proveedor para la Unión Europea.
La energía renovable en Rusia está en gran medida sin desarrollar, aunque existe un potencial considerable para su uso. La energía geotérmica, que se utiliza para la producción de calefacción y electricidad en algunas regiones del Cáucaso del Norte y el Lejano Oriente, es la fuente de energía renovable más desarrollada en Rusia.
En julio del 2008 el presidente de Rusia firmó una ley que le permite al gobierno asignar áreas de explotación de petróleo y gas en la plataforma continental sin un procedimiento previo de subasta.

## Historia

### Inicios y desarrollo
En 1992 el gobierno ruso estableció una Comisión de Integración con el objeto de definir los lineamientos de su futura política energética.
En diciembre de 1994 las recomendaciones principales de la Comisión respecto de la estrategia energética de Rusia fueron aprobadas por el gobierno, lo que fue confirmado por decretos del 7 de mayo y del 13 de octubre de 1995 aprobando la primera estrategia energética post-soviética.

### Nuevas reformas
La estrategia fue modificada bajo la presidencia de Vladímir Putin: el 23 de noviembre de 2000 el gobierno dictó los nuevos objetivos en política energética hasta el año 2020 y el 28 de mayo de 2002 el Ministerio de Energía dictó las disposiciones principales en ese sentido. La nueva estrategia fue aprobada el 23 de mayo de 2003 y confirmada por el gobierno el 28 de agosto de ese año.
El principal objetivo consistía en determinar las formas de alcanzar una mejor calidad en combustibles y mejorar la capacidad competitiva de la producción de energía en Rusia, por lo que la política energética a largo plazo debía centrarse en la seguridad y eficiencia energética, la eficacia presupuestaria y la seguridad ecológica.
El documento definía como prioritario el aumento de la eficiencia energética reduciendo el impacto sobre el medio ambiente y asegurando un desarrollo sostenible, mediante el desarrollo energético y tecnológico, y mejorando consecuentemente la eficacia y la competitividad.

### Gas natural

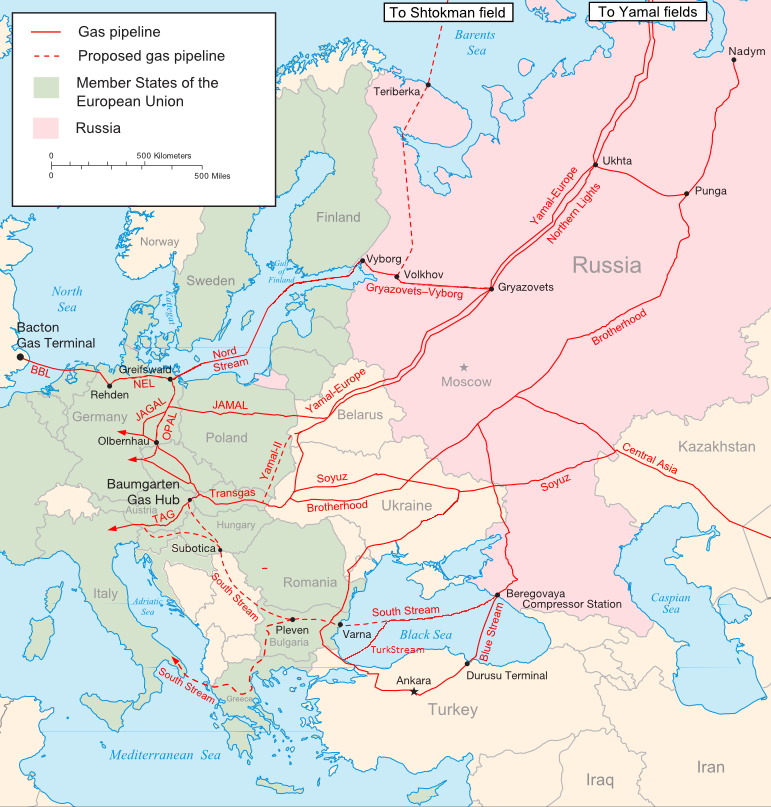
Gaseoductos proveyendo gas natural ruso en Europa

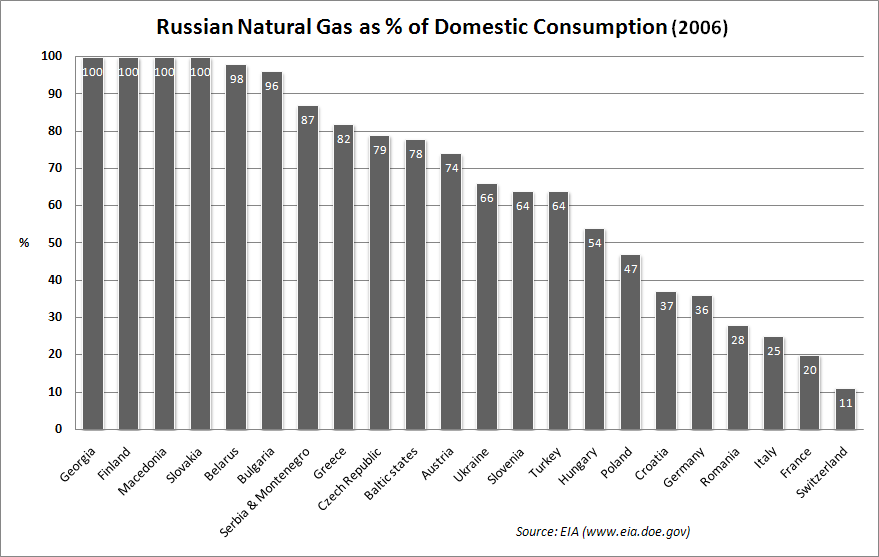
Gas natural en porcentaje del consumo nacional

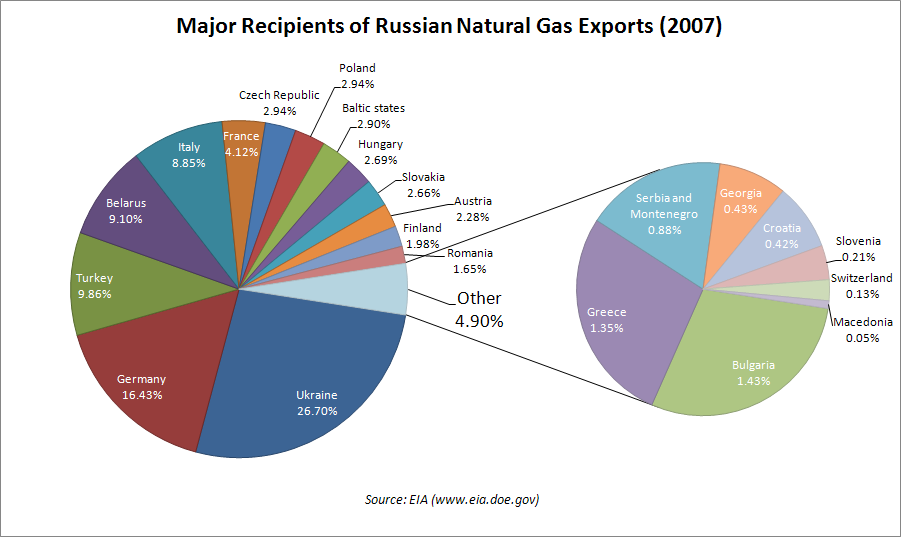
Beneficiarios de las exportaciones de gas ruso en 2007.